# Joly éditions
 (septembre 2024).
Si vous disposez d'ouvrages ou d'articles de référence ou si vous connaissez des sites web de qualité traitant du thème abordé ici, merci de compléter l'article en donnant les références utiles à sa vérifiabilité et en les liant à la section « Notes et références ».
Joly éditions est une maison d'édition juridique française aujourd'hui intégrée au groupe Lextenso.
Elle est spécialisée dans le droit des sociétés, le droit des marchés financiers, le droit des entreprises en difficulté.
Elle édite le Juri-dictionnaire Contrats internationaux.

## Catalogue
Principales publications :
- Joly Sociétés
- Base Joly Sociétés
- Bulletin Joly Sociétés
- Bulletin Sociétés en ligne
- Code des sociétés
- Joly Bourse
- Base Joly Bourse
- Bulletin Joly Bourse
- Bulletin Bourse en ligne
- Bulletin Joly Entreprises en difficulté
- Bulletin Entreprises en difficulté en ligne